# Max Manus (film)
Max Manus är en dansk/norsk/tysk biografisk krigsfilm från 2008 baserad på den verkliga historien om motståndsmannen Max Manus. Filmen regisserades av Joachim Rønning och Espen Sandberg. Manuset skrevs av Thomas Nordseth-Tiller.

## Handling
Filmen startar vid krigsutbrottet och följer Max Manus under andra världskriget till fredssommaren 1945. Filmen hade en budget på 50 miljoner norska kronor och är därmed ett av Norges dyraste filmprojekt. Filmen hade norsk premiär den 19 december 2008. Vissa av filmens bilder från Stockholm kommer från den svenska filmen 1939 som hade premiär 1989.

## Rollista
| Aksel Hennie         | – Max Manus                         |
| Agnes Kittelsen      | – Ida Nikoline "Tikken" Lindebrække |
| Nicolai Cleve Broch  | – Gregers Gram                      |
| Ken Duken            | – Siegfried Fehmer                  |
| Christian Rubeck     | – Kolbein Lauring                   |
| Knut Joner           | – Gunnar Sønsteby                   |
| Kjersti Holmen       | – fru Jacobsen                      |
| Stig Hoffmeyer       | – kung Håkon VII av Norge           |
| Rolf Kristian Larsen | – Olav                              |
| Erik Hivju           | – doktor Nordlie                    |
| Knut Husebø          | – doktor Carl Semb                  |
| Kimmo Rajala         | – finsk soldat                      |

## Utmärkelser
Filmen nominerades till tio Amandapris (norska motsvarigheten till Guldbaggen) och vann i följande sju kategorier:
| Pris         | Kategori                | Mottagare                               | Resultat  |
| ------------ | ----------------------- | --------------------------------------- | --------- |
| Amandaprisen | Bästa film              | John M. Jacobsen och Sveinung Golimo    | Vann      |
| Amandaprisen | Bästa regi              | Espen Sandberg och Joachim Rønning      | Nominerad |
| Amandaprisen | Bästa manliga huvudroll | Aksel Hennie                            | Vann      |
| Amandaprisen | Bästa manliga biroll    | Nicolai Cleve Broch                     | Nominerad |
| Amandaprisen | Bästa kvinnliga biroll  | Agnes Kittelsen                         | Vann      |
| Amandaprisen | Bästa manus             | Thomas Nordseth-Tiller (Postumt)        | Vann      |
| Amandaprisen | Bästa klippning         | Anders Refn                             | Nominerad |
| Amandaprisen | Bästa foto              | Geir Hartly Andreassen                  | Vann      |
| Amandaprisen | Bästa ljuddesign        | Baard H. Ingebretsen och Tormod Ringnes | Vann      |
| Amandaprisen | Publikens pris          | Max Manus                               | Vann      |
| Amandaprisen | Bästa scenografi        | Karl Júlíusson                          | Nominerad |